# Herbert Feuerstein

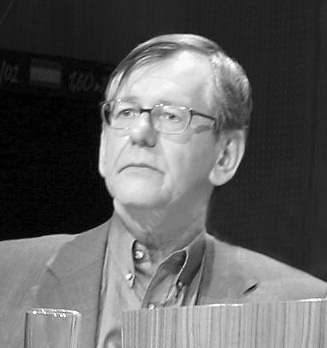
Herbert Feuerstein (2005)

Herbert Feuerstein (* 15. Juni 1937 in Zell am See, Österreich; † 6. Oktober 2020 in Erftstadt, Nordrhein-Westfalen) war ein österreichisch-deutscher Journalist, Kabarettist, Schauspieler und Entertainer.
Einem breiten Publikum bekannt wurde Feuerstein im deutschsprachigen Raum vor allem durch seine Zusammenarbeit mit Harald Schmidt in den Fernsehsendungen Pssst … und Schmidteinander.

## Leben
Herbert Feuerstein wurde als Sohn des Bahnbeamten Armand Feuerstein und dessen Frau Anna in Zell am See geboren und wuchs in Salzburg auf. Während des Zweiten Weltkrieges war Feuersteins Vater Kreisgeschäftsführer der NSDAP in Bischofshofen und später Leiter des Salzburger Gauheimstättenamtes, wodurch die Familie in einer Dienstvilla lebte. Seine Mutter war zur Zeit des Nationalsozialismus als Blockwart tätig. Feuerstein studierte von 1956 bis 1958 am Salzburger Mozarteum Musik in den Fächern Klavier, Cembalo und Komposition. Er lernte dort Thomas Bernhard kennen, dessen Gedichte er auf einer Feier in dessen Anwesenheit bei einer Rezitation am Klavier persiflierte. Nachdem er als Kritiker eine Komposition Bernhard Paumgartners, des Präsidenten seiner Hochschule und späteren Präsidenten der Salzburger Festspiele, negativ bewertet und einige Kommilitonen provoziert hatte, wurde ihm nahegelegt, die Hochschule zu verlassen.
1960 folgte er seiner Freundin, der hawaiischen Gaststudentin Pearl Higa, nach New York, wo sie am 20. November 1960 heirateten. Dort arbeitete er als Redakteur und ab 1968 als Chefredakteur der deutschsprachigen New Yorker Staats-Zeitung. Er war auch für den Hörfunk tätig sowie als USA-Korrespondent der deutschen Satirezeitschrift Pardon. Nach dem Ende seiner Ehe kehrte Feuerstein 1969 nach Europa zurück. Er wurde Verlagsleiter beim Verlag Bärmeier & Nikel, der unter anderem die Satirezeitschrift pardon herausgab. Ab 1972 bis 1992 war Feuerstein beim deutschen MAD-Magazin, 1976 bis 1991 dessen Chefredakteur.
Für das Fernsehen war er 1984 zunächst als Autor der Michael-Braun-Talkshow im WDR tätig, zwei Jahre später folgte Wild am Sonntag. An der Seite von Harald Schmidt wurde er danach einem breiten Publikum bekannt – als Mitglied des Rateteams der Spielshow Pssst … sowie als Co-Moderator und Chefautor von Schmidteinander. Nach dem Ende dieser beiden Formate wirkte er 1995 als Detlef Hase in dem Film Entführung aus der Lindenstraße mit. Von 1995 bis 1998 war er in der Reisesendung Feuersteins Reisen auf Das Erste zu sehen. 1997 schrieb er Fernsehgeschichte, als er in der Nacht vom 7. auf den 8. September beim WDR Fernsehen zwölf Stunden lang die Live-Sendung Feuersteins Nacht moderierte, aus der 2017 im WDR Fernsehen ein dreistündiges Best-Of gezeigt wurde. Anfang September 1998 folgte eine weitere zwölfstündige Feuersteins Nacht.
Nach mehreren Gastauftritten in der Rolle des Stuntmans Spartakus in der Wochenshow gab er 1998 in Berlin sein Debüt als Theaterschauspieler. Er war auch Mitglied des Rateteams von Was bin ich? auf kabel eins, zudem lieh er seine Stimme Professor Brabbelback in der Sendung mit der Maus.
Zwischen 2003 und 2008 spielte Feuerstein in 75 Vorstellungen der Operette Die Fledermaus an der Oper Köln den Amtsdiener Frosch. Außerdem war er von 2003 bis 2011 öfter Teil des Rateteams der Sat.1-Serie Genial Daneben. 2004 sprach er in dem Animationsfilm Die Unglaublichen die Stimme von Gilbert Huph (Chef von Mr. Incredible). 2007 feierte er sein Comeback mit Harald Schmidt im Vorabendprogramm der ARD bei der Neuauflage von Pssst …, die nach zwölf Folgen eingestellt wurde. 2007 spielte er den Gott in der Oper Aufstieg und Fall der Stadt Mahagonny und auch den Gerichtsvollzieher im Spielfilm Vollidiot nach dem gleichnamigen Roman von Tommy Jaud. In der Märchenverfilmung Frau Holle wirkte er 2008 als Erzähler mit und hatte im gleichen Jahr einen Gastauftritt im Kurzfilm Inselaffen – Eine Kinomär von Christoph Dobbitsch. 2009 spielte er eine kleine Rolle in Wickie und die starken Männer.
Zwischen 2003 und 2017 moderierte Herbert Feuerstein die literarische Unterhaltungssendung SpielArt auf WDR 5. In selbstironischen, oft autobiografisch gefärbten Moderationen unternahm Feuerstein Streifzüge durch die Literaturgeschichte zu Themen wie geringe Körpergröße („Feuerstein, Napoleon und andere Zwerge“) oder seinem Verhältnis zu klassischen Komponisten („Warum ich Wagner nicht mag“). Einige Sendungen wurden auch vor Publikum im Rahmen des Festivals lit.COLOGNE aufgezeichnet zum Beispiel „Durch die Kurven der Zeit“ am 4. März 2008. Als letzte Folge dieser Sendereihe wurde am 7. Oktober 2020 einen Tag nach seinem Tod sein vielbeachteter „Nachruf auf sich selbst“ ausgestrahlt, den er bereits fünf Jahre zuvor zusammen mit dem WDR-5-Redakteur Michael Lohse aufgenommen hatte, der auch bei allen anderen Folgen Regie geführt hatte. Die letzte Aufzeichnung einer SpielArt-Folge und seine letzte Produktion für den WDR überhaupt war am 30. Januar 2017 im Kölner Tonstudio F&M, wo die meisten seiner Radiosendungen für den WDR entstanden. Die Folge unter dem Motto „Schöner Erben“ wurde anlässlich seines 80. Geburtstags wiederholt. Ebenfalls auf WDR 5 feierte Herbert Feuerstein 2006 mit Anke Engelke zusammen Silvester und noch einmal zehn Jahre später zusammen mit dem Moderator Thomas Hackenberg.
2009 und 2010 spielte Feuerstein im Berliner Dom bei den Berliner Jedermann-Festspielen den Teufel.
Bis zum Frühjahr 2016 hielt er Lesungen aus seiner Autobiografie, die er 2014 mit dem Titel Die neun Leben des Herrn F. veröffentlicht hatte.
Vor seinem Rückzug aus der Öffentlichkeit im Jahr 2015 produzierte er im Januar 2015 für WDR 5 seinen eigenen Nachruf in Form einer knapp zweistündigen autobiografischen Radiosendung. Zusätzlich wurde ein einstündiger Film gedreht, der diese Radioproduktion dokumentierte sowie einen Besuch von Anke Engelke im Privathaus von Herbert Feuerstein ebenfalls im Januar 2015. Ausschnitte aus historischen Fernsehauftritten und Ausschnitte aus einem Portraitfilm von 2007 mit Harald Schmidt – bei einem Menu von Sternekoch Dieter Müller an Bord des Motorschiffes Stadt Köln – und aus einem Portraitfilm von 2012 mit Bastian Pastewka – in Salzburg, auf dem Untersberg und auf dem Obersalzberg bei Berchtesgaden – ergänzten diese Dokumentation.
Herbert Feuerstein wohnte in Erftstadt-Niederberg und war in dritter Ehe mit der Redakteurin Grit Bergmann verheiratet. Er war Vater einer Tochter. Ab 1990 besaß er die deutsche Staatsangehörigkeit.
Am 6. Oktober 2020 starb Herbert Feuerstein im Alter von 83 Jahren in Erftstadt.

## Schriften
- New York für Anfänger. Ein heiterer Leitfaden. Mit Zeichnungen von Tomi Ungerer. Diogenes, Zürich 1969, DNB 456612432.
- Der hässlichste Hund der Welt. Text zu Bildern von Bruce Whatley. Coppenrath, Münster 1995, ISBN 3-8157-1227-0.
- Feuersteins Reisen nach Alaska, Vanuatu, Arabien, Mexiko. Haffmans, Zürich 2000; Heyne, München 2005, ISBN 3-453-40149-2.
- Feuersteins Ersatzbuch der Reisen nach Hawaii, Grönland, Schottland, Ostafrika u.v.a. Haffmans, Zürich 2001; Heyne, München 2004, ISBN 3-453-40125-5.
- Feuersteins Drittes. Reisen nach Thailand, Birma, New York und ins Eismeer. Diana, München 2004; Heyne, München 2005, ISBN 3-453-40150-6.
- Frauen fragen Feuerstein und sieben andere F-Wörter. Heyne, München 2005, ISBN 3-453-40193-X.
- Die neun Leben des Herrn F. Ullstein, Berlin 2014, ISBN 978-3-550-08087-6.

## Filmografie (Auswahl)
- 1990–1995, 2007: Pssst … (Spielshow)
- 1990–1994: Schmidteinander (Late-Night-Show)
- 1995: Nich’ mit Leo
- 1995–1998: Feuersteins Reisen (Fernsehserie)
- 1995: Entführung aus der Lindenstraße (Fernsehfilm)
- 1996: Der Trip – Die nackte Gitarre 0,5
- 1996: Lindenstraße (Fernsehserie, Folge: Absolution)
- 1996: Salto Postale (Fernsehserie, Folge: Unheilige Allianz)
- 1996–1997: Die Wochenshow (Fernsehserie)
- 1997: Polizeiruf 110: Der Sohn der Kommissarin (Fernsehfilm)
- 1998: Varell & Decker (4 Folgen)
- 1999: Endgültig (No one said it would be easy) (Kurzfilm)
- 1999: Fake – Die Fälschung
- 2000: Manila
- 2001: Ausziehn!
- 2001: Der Schuh des Manitu
- 2002: Santa Claudia (Fernsehfilm)
- 2004: Edel & Starck (Fernsehserie, Folge: Mutproben)
- 2004: Ein krasser Deal (Fernsehfilm)
- 2004: Schlosshotel Orth (Fernsehserie, Folge: Allüren)
- 2004: Nikola (Fernsehserie, Folge: Der letzte Tango)
- 2004: Chili TV (Fernsehserie)
- 2004: Die Unglaublichen – The Incredibles (Animationsfilm, Synchronsprecher für Wallace Shawn als Gilbert Huph)
- 2005: Die Nachrichten (Fernsehfilm)
- 2006: Letzte Saison (Kurzfilm)
- 2006: Die ProSieben Märchenstunde (Fernsehserie, Folge: Rumpelstilzchen – Auf Wache im Märchenwald)
- 2007: Crazy Race 3 – Sie knacken jedes Schloss (Fernsehfilm)
- 2007: Deutschland ist schön – Die Allstar Comedy (Fernsehserie)
- 2007: Vollidiot
- 2007: Die ProSieben Märchenstunde (Fernsehserie, Folge: Die Prinzessin auf der Erbse – Qual der Wahl Royal)
- 2007: Ein Fall für zwei (Fernsehserie, Folge: Tödliche Besessenheit)
- 2008: African Race – Die verrückte Jagd nach dem Marakunda (Fernsehfilm)
- 2008: Inselaffen – Eine Kinomär (Kurzfilm)
- 2008: Frau Holle (Fernsehfilm)
- 2008: Sunshine Barry und die Discowürmer
- 2009: SOKO Leipzig (Fernsehserie, Folge: Spuren lügen nicht)
- 2009: Wickie und die starken Männer
- 2010: Sesamstraße präsentiert: Eine Möhre für zwei (Folge 3: Die Erfindung)
- 2011: SOKO Köln (Fernsehserie, Folge: Die Berufenen)
- 2011: Der Taktstock (Dokumentarfilm, Sprecher)[28]
- 2012: Bis zum Horizont, dann links!
- 2012: Finn und der Weg zum Himmel (Stimme; Fernsehfilm)
- 2013: Der Staatsanwalt (Fernsehserie, Folge: Blinde Gier)
- 2014: Pastewka (Fernsehserie, Staffel 7, Folge 4: Der Nachruf)

## Ehrungen und Auszeichnungen
- 1987: Essener Feder für die beste Spielanleitung betr. Spion & Spion (Brettspiel)
- 1994: Adolf-Grimme-Preis für Schmidteinander,  Bambi
- 2010: Ehrenpreis des Deutschen Comedypreises
- 2017: Preis für das Lebenswerk des Münchner Comicpreises PENG!, verliehen im Rahmen des Comicfestivals München[29]

## Fernsehporträts
- Zimmer frei! – Gast bei Christine Westermann und Götz Alsmann, (WDR Fernsehen, 14. August 1996)[30]
- Herr Feuerstein wird 70, und Herr Schmidt bejubelt ihn – Ein Film von Klaus Michael Heinz, (WDR Fernsehen, 15. Juni 2007)
- Herr Feuerstein wird 75, und Herr Pastewka feiert ihn – Ein Film von Klaus Michael Heinz, (WDR Fernsehen, 16. Juni 2012)
- Krause kommt – Pierre M. Krause besucht Herbert Feuerstein zu Hause, (SWR Fernsehen, 7. April 2017)[31]
- Herr Feuerstein schreibt seinen Nachruf – Und lebt noch 2091 Tage – Ein Film von Klaus Michael Heinz, (WDR Fernsehen, 7. Oktober 2020)